# Cantonul Lunéville-Nord
Cantonul Lunéville-Nord este un canton din arondismentul Lunéville, departamentul Meurthe-et-Moselle, regiunea Lorena, Franța.

## Comune
- Anthelupt
- Bauzemont
- Bienville-la-Petite
- Bonviller
- Courbesseaux
- Crévic
- Deuxville
- Drouville
- Einville-au-Jard
- Flainval
- Hoéville
- Hudiviller
- Lunéville (parțial, reședință)
- Maixe
- Raville-sur-Sânon
- Serres
- Sommerviller
- Valhey
- Vitrimont